# CIME
CIME (фр. Compagnie Industrielle des Moteurs à Explosion) је била француска компанија за производњу аутомобила и аутомобилских мотора.

## Историја компаније
Компанија CIME из Фреса почела је 1920-тих година са производњом аутомобилским моторима који су продавани многим другим произвођачима аутомобила. CIME почиње производњу аутомобила 1929. године и произведено је укупно 20 јединица. Није познато када је фабрика престала са радом.

## Производи

### Мотори
CIME је производио четвороцилиндричне и шестоцилиндричне ауто-моторе које су користиле следеће фабрике аутомобила: Абле, АДК, Алфи, Антони, А.С., АС Пољска, Bignan, Бучиали, Cottin & Desgouttes, De Cézac, Delfosse, Дерби, DFP, Elgé, Ф.Д., ГАР, Génestin, GM, Guilick, Harris-Léon Laisne, Hinstin, Jean Gras, Жуфре, Жусе, Лидћепинг, Маду, Марино, MASE, Месие, PM, Рели, САС, Сигма, S.P.A.G., Туар и Turcat-Méry.

### Аутомобили
Једини модел који је произведен имао је ознаку А 2. Ово је био мали спортски аутомобил са посебним четвороцилиндричним мотором запремине 1203 cm³. Један примерак овог модела изложен је у музеју у Ремсу.

## Галерија
- CIME A 2 из 1929
- CIME A 2 из 1929
- CIME A 2 из 1929